# ゼロスパイウェア
ゼロスパイウェア（ZeroSpyware）とは、アメリカのFBMソフトウェア社のスパイウェア対策ソフト。Flashを用いたインターフェースが特徴。一時期スパイウェア関連のサイトであるスパイウェアウォリアー（spywarewarrior）に誤検出を理由に不良ソフト（Rogue/Suspect Anti-Spyware Product）として挙げられていたが、その後は改善されリストから除外されている。